# Fernando Astengo
Fernando Enrique Astengo Sánchez (ur. 8 stycznia 1960 w Santiago) – piłkarz chilijski grający podczas kariery na pozycji obrońcy.